# Peter Laviolette

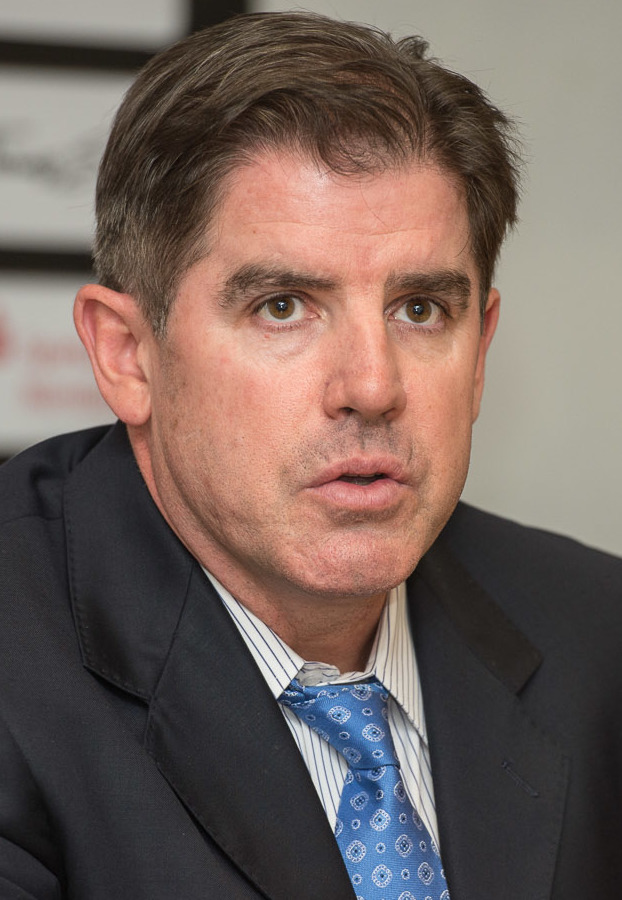
Peter Laviolette, 2014.

Peter Philip  Laviolette, Jr., född 7 december 1964 i Franklin, Massachusetts, är en amerikansk ishockeytränare som var senast tränare för New York Rangers i National Hockey League (NHL).
Han har tidigare varit huvudtränare för New York Islanders (2001–2003), Carolina Hurricanes (2003–2009), Philadelphia Flyers (2009–2013), Nashville Predators (2014–2020) och Washington Capitals (2020–2023) i NHL.
Laviolette lyckades föra Carolina Hurricanes till deras, respektive hans, första Stanley Cup-seger direkt efter lockouten, säsongen 2005–06.
Han nådde Stanley Cup final med Philadelphia Flyers 2010 och Nashville Predators 2017.
Under sin aktiva karriär som spelare spelade Laviolette mestadels i AHL och IHL. I NHL blev det bara tolv matcher för New York Rangers säsongen 1988–89.